# Birger Jönsson
Carl Birger Jönsson, Jönsson i Röinge, född 13 april 1857 i Trönninge socken, död 12 juni 1937 i Snöstorps församling, var en svensk lantbrukare och riksdagspolitiker (högern).
Jönsson var verksam som lantbrukare i Röinge, Snöstorp. Som riksdagsman var han ledamot av första kammaren.